# Savi Gavison
Savi Gavison (hebräisch שבי גביזון; * 1960 in Haifa) ist ein israelischer Filmregisseur, Drehbuchautor und Produzent.
Für jeden seiner Filme wurde er bisher mit dem israelischen Filmpreis Ophir Award für die Beste Regie ausgezeichnet.

## Filmografie
- 1991: Shuru  (Shuroo)  Regisseur
- 1995: Love Sick (Hole Ahava B’Shikun Gimel) Regisseur, Drehbuchautor, Produzent
- 2003: Nina’s Tragedies (Ha-Asonot Shel Nina) Regisseur, Drehbuchautor, Produzent
- 2024: Longing